# Pile bouton
Pour les articles homonymes, voir Pile.

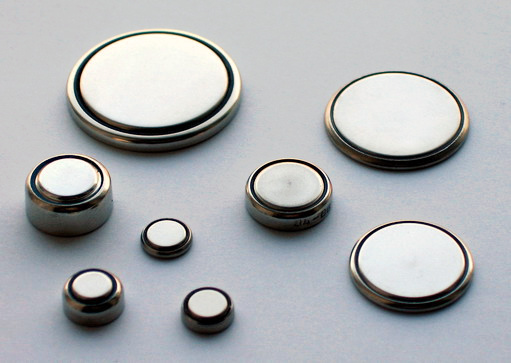
Différents types de piles boutons.

Une pile bouton, ou pile de montre, est une petite pile électrique, généralement de forme cylindrique et de dimensions semblables à un bouton. Ces piles ont un diamètre de 4,8 à 24,5 mm et une hauteur de 1 à 6 mm. Non utilisées, elles se déchargent lentement. Elles sont principalement utilisées comme source d'énergie de petits appareils électroniques portables tels les montres, les calculatrices et les appareils auditifs. Elles sont aussi utilisées dans des pèse-lettres électroniques, des pèse-personnes, des petites balances de cuisine et en informatique comme sauvegarde pour l'alimentation de l'horloge temps réel interne à l'ordinateur autant que pour la sauvegarde des paramètres de la microprogrammation (BIOS puis UEFI) de la carte mère.
Elles ne doivent pas être confondues avec les piles au lithium, qui sont légèrement plus grosses.[pas clair]
La plupart des piles boutons sont non rechargeables (jetables). Leur anode est généralement composée de zinc ou de lithium et leur cathode, de dioxyde de manganèse, d'oxyde d'argent, de monofluorure de carbone, d'oxyde de cuivre ou de dioxygène tiré de l'air.
L'ingestion ou inhalation ou introduction dans l'oreille par de jeunes enfants (ou des animaux domestiques ou d'élevage) présente des conséquences graves en termes d'intoxication, potentiellement mortelle (même en l’absence d’obstruction des voies respiratoires ou d’autres signes). Une pile avalée peut très rapidement induire des lésions potentiellement mortelles.

## Formats

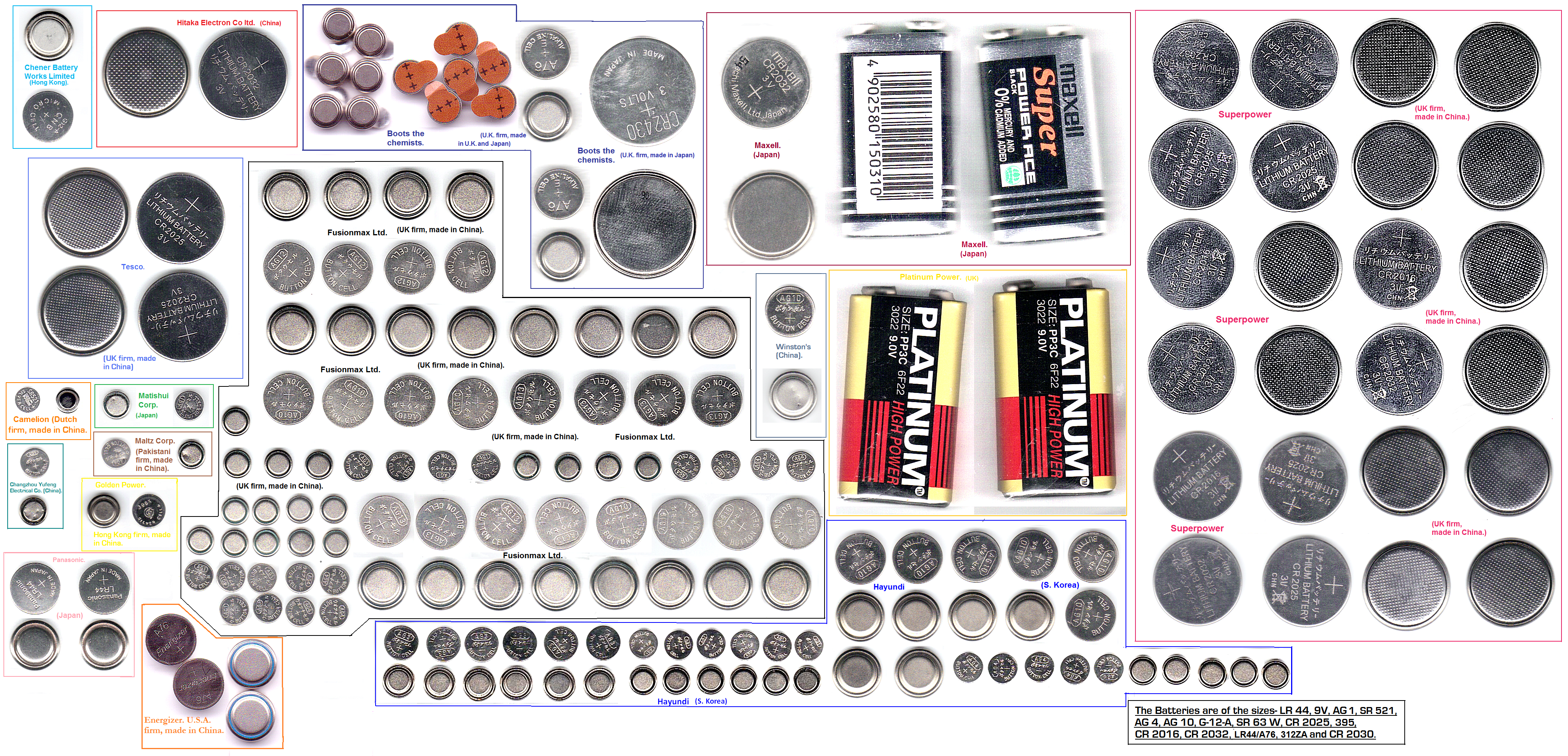
Plusieurs formats de piles boutons comparés à des piles de 2 et.

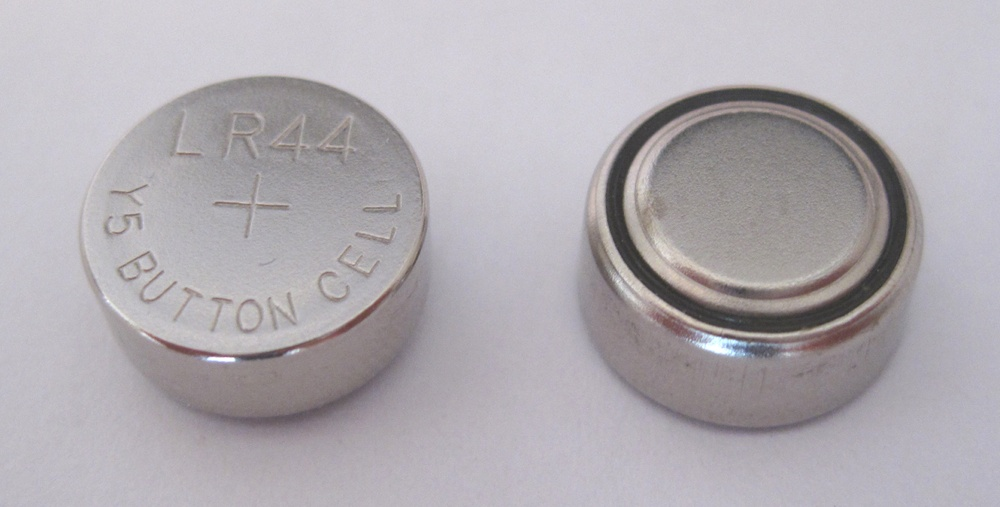
Pile alcaline LR44.

Le standard international IEC 60086-3, établi par la Commission électrotechnique internationale, définit un code alphanumérique spécifique pour les piles de montres. Par exemple, la pile LR1154 est appelée « AG13 », « LR44 », « 357 », « A76 », etc., par différents manufacturiers.

### Lettres
La première lettre identifie la composition chimique de la pile et sa tension nominale, la deuxième sa forme (« R » pour « ronde »).
| Lettre code | Nom commun | Borne positive          | Électrolyte       | Borne négative | Tension nominale (V) | Tension minimum (V) |
| ----------- | ---------- | ----------------------- | ----------------- | -------------- | -------------------- | ------------------- |
| L           | alcaline   | dioxyde de manganèse    | alcalin           | zinc           | 1,5                  | 1,0                 |
| S           | argent     | oxyde d'argent          | alcalin           | zinc           | 1,55                 | 1,2                 |
| P           | zinc-air   | oxygène                 | alcalin           | zinc           | 1,4                  | 1,2                 |
| C           | lithium    | dioxyde de manganèse    | composé organique | lithium        | 3                    | 2,0                 |
| B           |            | monofluorure de carbone | composé organique | lithium        | 3                    | 2,0                 |
| G           |            | oxyde de cuivre         | composé organique | lithium        | 1,5                  | 1,2                 |
| M, N        | mercure    | oxyde de mercure        | alcalin           | zinc           | 1,35/1,40            | 1,1                 |

Les types « L », « S » et « C » sont les plus utilisés de nos jours dans les montres à quartz, les calculettes, les assistants personnels, etc. Les modèles « P » sont utilisés dans les appareils médicaux, tels les appareils auditifs.

### Chiffres
La taille de l'enveloppe des piles boutons est indiquée par un code à deux chiffres, référant à un standard, ou un code à 3-4 chiffres, référant au diamètre et à la hauteur de la batterie.
| Code | Diamètre (mm) | Tolérance |
| ---- | ------------- | --------- |
| 4    | 4,8           | ±0,15 mm  |
| 5    | 5,8           | ±0,15 mm  |
| 6    | 6,8           | ±0,15 mm  |
| 7    | 7,9           | ±0,15 mm  |
| 9    | 9,5           | ±0,15 mm  |
| 10   | 10,0          | ±0,20 mm  |
| 11   | 11,6          | ±0,20 mm  |
| 12   | 12,5          | ±0,25 mm  |
| 16   | 16            | ±0,25 mm  |
| 20   | 20            | ±0,25 mm  |
| 23   | 23            | ±0,50 mm  |
| 24   | 24,5          | ±0,50 mm  |

Exemples :
- CR2032 : lithium, diamètre = 20 mm, hauteur = 3,2 mm ;
- SR516 : argent, diamètre = 5,8 mm, hauteur = 1,6 mm ;
- LR1154/SR1154 : alcaline/argent, diamètre = 11,6 mm, hauteur = 5,4 mm. Les codes LR44/SR44 sont souvent utilisés pour ces formats.

Il existe également un code qui débute par le préfixe AG (Alcaline) ou SG (Silver) suivi par un numéro standard.
Ainsi AG13 codera pour une pile SR1154, selon le tableau suivant :
| Numéro | Code         |
| ------ | ------------ |
| 0      | 521          |
| 1      | 621          |
| 2      | 726          |
| 3      | 736          |
| 4      | 626          |
| 5      | 754          |
| 6      | 920 ou 921   |
| 7      | 926 ou 927   |
| 8      | 1120 ou 1121 |
| 9      | 936          |
| 10     | 1130 ou 1131 |
| 11     | 721          |
| 12     | 1142         |
| 13     | 1154         |

## Gestion des risques en cas d'ingestion réelle ou suspectée

Signal de sécurité « Tenir hors de portée des enfants » comme exigé par la NF EN IEC 60086-4 sur les piles boutons au lithium d'un diamètre supérieur à 20 mm.

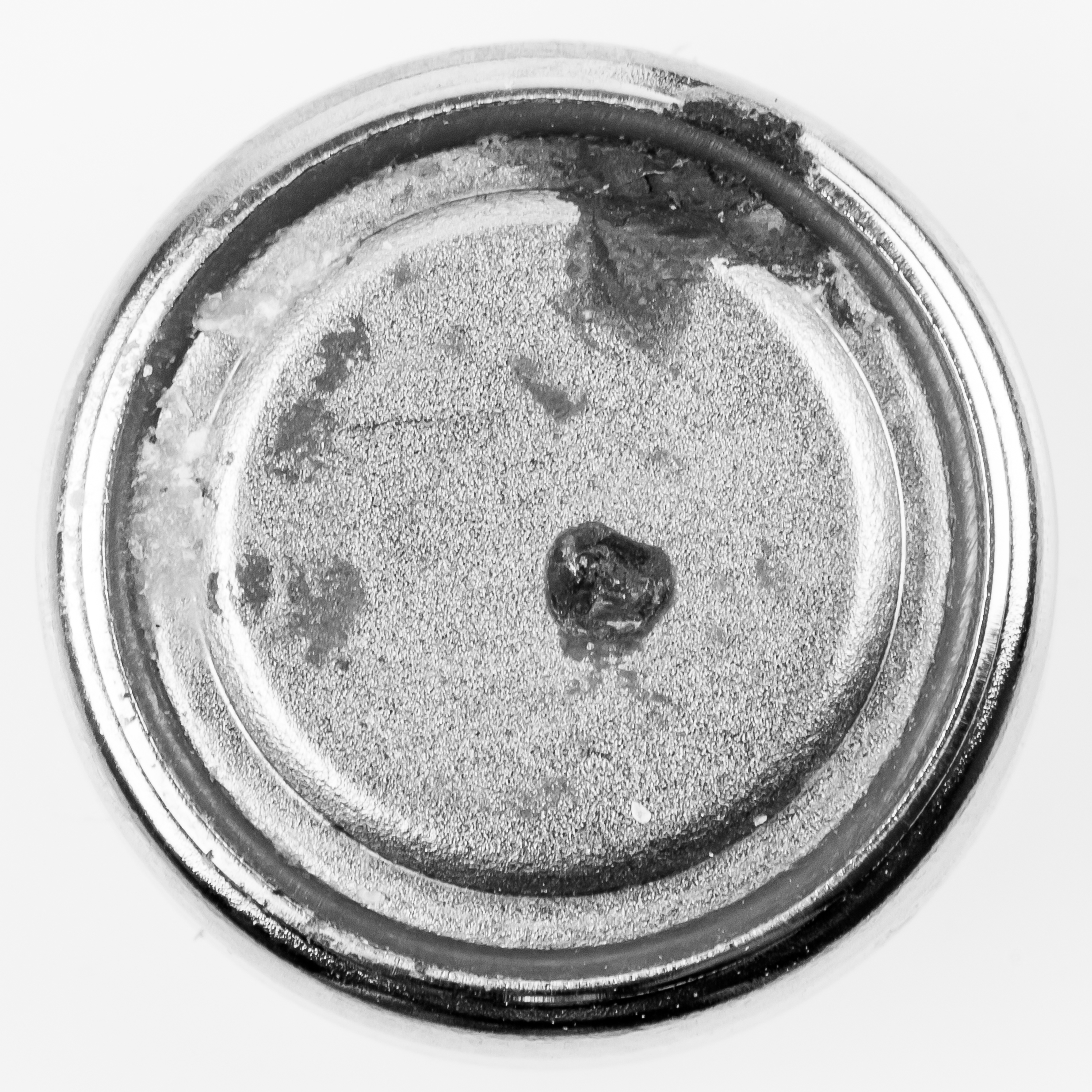
Exemple de pile bouton (Varta V 390) en cours de corrosion avant d'entrer dans une filière de recyclage.

Toutes les piles boutons contiennent des composants toxiques et/ou dangereux. Ils peuvent être libérés en cas de corrosion, démontage, destruction de la pile, et de nombreuses piles n'atteignent jamais les filières dédiées de recyclage.
Ces piles sont très facilement avalées ou inhalées par les jeunes enfants, qui peuvent aussi les coincer dans le conduit auditif de leur oreille. Ainsi en France, plus de 1 200 visites aux urgences résultent d'une ingestion de piles boutons, presque toujours par un enfant âgé de moins de cinq ans. De 2015 à 2018, la DGCCRF a encore trouvé cinq jouets électriques (sur 133) non conformes parce qu'ayant des piles accessibles (ex. : hand-spinners lumineux qui ont été retirés du marché à la suite de ce contrôle). De nombreux gadgets pour adulte ou par exemple les cartes postales « musicales » en contiennent aussi.
Comme remède, des mesures spéciales sont exigées contre l'ingestion des piles boutons au lithium au-delà d'un certain diamètre, comme un emballage à l'épreuve des enfants et une mise en garde contre l’ingestion dans la forme du signal de sécurité « Tenir hors de portée des enfants ».
Un centre antipoison (ou le 15 en France) doit être immédiatement contacté en précisant qu’il s’agit de l'ingestion d’une pile bouton, « Chaque minute compte ! ».
Ce risque peut être limité par :
- la conservation de toute pile bouton (même usagée, car des composants toxiques restent présents même une fois la pile déchargée) hors de portée d’un enfant et dans un emballage sécurisé[3] ;
- le maintien des piles dans des compartiments à piles toujours sécurisé (ne pouvant pas être ouverts par un enfant en raison de la présence d'une vis peu accessible ou autrement que par deux manœuvres indépendantes et complexes pour l’ouvrir), sinon ne jamais laisser un objet dont le compartiment à pile n'est pas sécurisé à disposition d’un enfant[3] ;
- le choix d'appareils dont le compartiment à piles est sécurisé[3].